# 道徳観音山

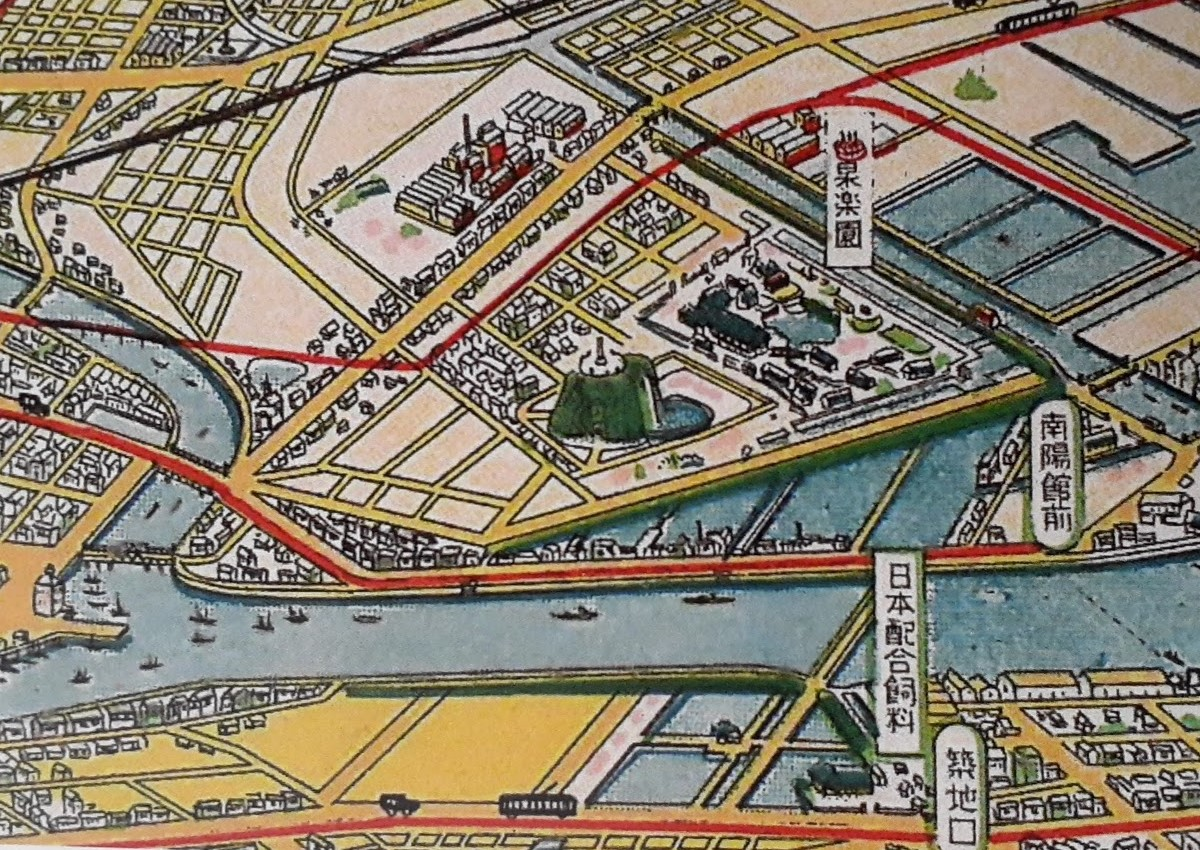
1933年（昭和8年）の道徳地区における道徳観音山（中央）

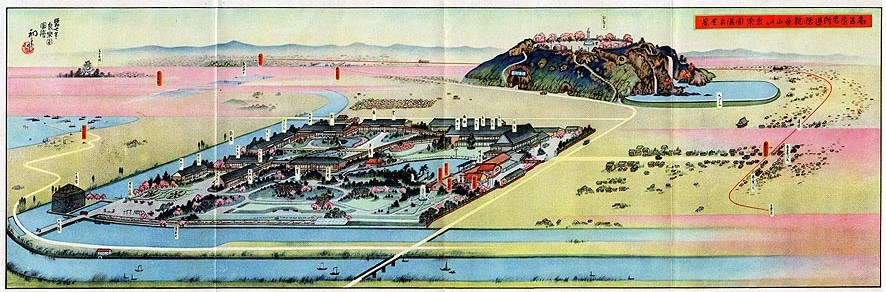
道徳観音山（右奥）と泉楽園（左手前）

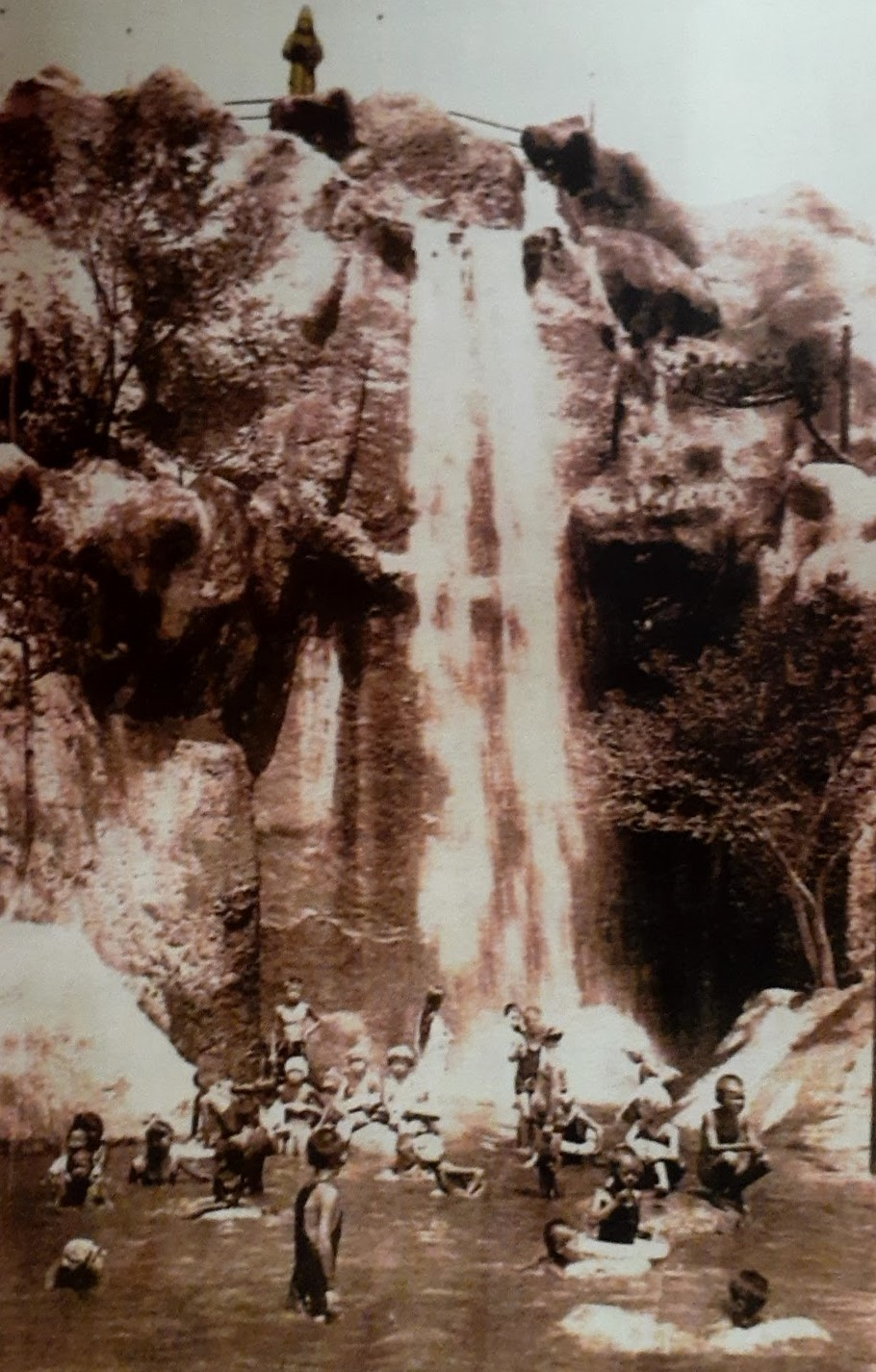
道徳観音山と滝（1932年（昭和7年））

道徳観音山（どうとくかんのんさん）または道徳観音（どうとくかんのん）は、かつて愛知県名古屋市南区の道徳地区にあった行楽施設。

## 沿革
1925年（大正14年）、尾張徳川家が所有していた道徳前新田が名古屋桟橋倉庫株式会社に売却され、宅地などの開発が始まった。1932年（昭和7年）、現在の名古屋市南区観音町1丁目にコンクリートで造った上に土を被せた人工の山が築かれて、山頂に高さ約2メートルの観音像が、山腹には近隣の公園などから移設された複数体の観音像が置かれて道徳観音山と命名された。
山は展望台にもなっており、伊勢湾を眺望する事が出来たため、春と秋には子供たちの遠足で賑わい、また夜になるとカップルが集まるいわゆるデートコースとなった。施設の北側には高さ18メートルの山があり、滝が流れ、その下に屋外プールが設置されていた。山の内部は二層構造で一階部分に県内初のスケートリンク「道徳アイススケートリンク」となっていた。1932年（昭和7年）には鳥観図絵師の吉田初三郎が泉楽園と一緒に『名古屋名所道徳観音山及び泉楽園温泉全景』を描いている。

## 施設

### 観音像
最初の観音像は数年を経ずに取り壊されて、新たに高さ6メートルの楊柳観音（コンクリート製）が造られ、1936年（昭和11年）5月には清水寺より大西良慶大僧正を招いて開眼法要も執り行われた。また、1943年（昭和18年）には南側の隣接する土地が名古屋桟橋倉庫から市に寄贈され、観音公園が設置された。1956年（昭和31年）に観音公園が都市計画公園となった後も長らく地元のシンボルであったが、1964年（昭和39年）に名古屋桟橋倉庫が解散する事となり、山頂の観音像と共に観音山は取り壊され、跡地は住宅地などとして売却された。山腹に置かれていた観音像は辛うじて取り壊しを免れ、その内1体は近在の東昌寺に移されて、道徳観音として現在も祭られている。

### 道徳アイススケートリンク
「道徳アイススケートリンク」は一周約60メートルの小さい施設（入場料5銭、一時間の使用料は30銭、貸靴10銭）だったが喫茶室もあり盛況だった。毎週月曜の夜は競技用選手の練習専用となり、1934年（昭和9年）7月には老松一吉を招待して大会も開催された。戦時色が濃くなり、スケートリンクは1939年（昭和14年）に閉鎖された。リンクは閉鎖されて製氷業者に貸し出され、製氷施設となった。

## 跡地
道徳観音山の跡地は観音公園などとなっている。観音山があった時に築かれた伊勢湾台風の慰霊碑を除いて、当時を偲ばせるものは残されていない。